# Orientamento in automobile
L'orientamento in automobile, o Car-O, è uno sport di corse automobilistiche e orientamento in cui viene utilizzata una mappa per percorrere delle strade sconosciute nel minor tempo possibile. Lo sport è attivo soprattutto nei paesi nordici. Lo sport si è evoluto da raduno in uno sport, con una maggiore attenzione per la navigazione. Il campionato internazionale si chiama North European Zone Auto Navigation (NEZ).

## Categorie
Le categorie sono determinate dal livello di abilità raggiunto:
- E: principianti che devono ancora acquisire familiarità con la disciplina. Il percorso è il più facile. Le strade da percorrere sono adatte a tutte le autovetture.
- C: una categoria per i principianti. La difficoltà del percorso è abbastanza bassa.
- B: la categoria dei dilettanti. la difficoltà del percorso comincia ad essere difficile. Campo pratica sul posto le classi inferiori più esigenti.
- A o Competition. Il percorso è impegnativo. Il terreno è di difficile percorrenza, ma la vettura guidabile.
- M-Class: il percorso è lo stesso della classe A, ma per i veterani.

Un tempo le categorie erano divise per sesso, ma oggi sono accorpate.